# 日産・ピクソ
ピクソ（PIXO）は、2009年から2013年まで欧州市場で販売されていた日産自動車の小型乗用車である。スズキからのOEM供給車種で、ベース車はアルト/セレリオである。日産のラインナップにはAセグメントクラスの車種が欠けており、スズキからのOEMでこれを補完することとなった。

## 概要
アルトとともに2008年のパリモーターショーで発表され、2009年6月1日から欧州各国で発売を開始した。アルトとは前後バンパーおよびヘッドランプ、ホイールのデザインが異なっている。
エンジンにはベースとなるアルトと共通の1.0L、直列3気筒のK10B型エンジンが搭載され、5速MTおよび4速ATが組み合わせられた。
販売価格は5995ポンド（約89万円）から。
生産はマルチ・スズキのマーネーサル工場にて行われた。
2013年10月、日産自動車はピクソの販売を打ち切ったことを公式に認めた。欧州の小型車市場においてピクソには十分な競争力があるとした上で、マイクラ、ノート、ジュークといった車種に注力する方針を示している。

## 車名の由来
画素数などの単位を表す、「pixel」から。